# H2O (альбом)
| Оценки критиков               | Оценки критиков |
| Источник                      | Оценка          |
| ----------------------------- | --------------- |
| AllMusic                      | [ 1 ]           |
| The Rolling Stone Album Guide | [ 2 ]           |
| Robert Christgau              | B− link         |

H2O — одиннадцатый альбом американского дуэта Hall & Oates, выпущенный в сентябре 1982 года под лейблом RCA. H2O достиг позиции № 3 в американском хит-параде и получил двойную платиновую сертификацию RIAA за тираж более 2 млн копий.
Сингл «Maneater» с этого альбома достиг № 1 в хит-параде Billboard Hot 100 в США.

## История
Альбом дебютировал на позиции № 42 в американском хит-параде Billboard 200 в дату с 30 октября 1982 как лучший дебют той недели; спустя 11 недель он достиг третьего места в чарте в дату с 15 января 1983; альбом оставался в чарте 68 недель. К декабре 1982 года было продано 1 млн копий и он получил платиновую сертификацию 16 декабря 1982, а 1 апреля 1985 получил двойную платиновую сертификацию RIAA за 2 млн копий.

## Список композиций
Side A
1. «Maneater» (Hall, Oates, Sara Allen) — 4:33
2. «Crime Pays» (Hall, Oates, S. Allen) — 4:31
3. «Art of Heartbreak» (Hall, S. Allen, Janna Allen) — 3:43
4. «One on One» (Hall) — 4:17
5. «Open All Night» (Hall, S. Allen) — 4:35

Side B
1. «Family Man» (Mike Oldfield, Tim Cross, Maggie Reilly, Rick Fenn, Mike Frye, Morris Pert) — 3:25
2. «Italian Girls» (Oates) — 3:17
3. «Guessing Games» (Hall, J. Allen) — 3:15
4. «Delayed Reaction» (Hall, Oates, S. Allen) — 3:59
5. «At Tension» (Oates) — 6:16
6. «Go Solo» (Hall) — 4:35

Bonus tracks on 2004 compact disc re-release
1. «Family Man» (Rock Mix) — 5:47
2. «Maneater» (Special Extended Club Mix) — 6:00
3. «One on One» (Club Mix) — 5:31

## Участники записи
- Дэрил Холл — вокал (1-6, 8, 9, 11), бэк-вокал, гитара, клавишные, синтезаторы
- Джон Оутс — бэк-вокал, вокал (7, 10), 6 и 12-струнные гитары, электропианино, электроударные Roland CR-78 и драм-машина Linn LM-1
- G.E. Smith — соло-гитара
- Charlie «Mr. Casual» DeChant — саксофон
- Tom «T-Bone» Wolk — бас-гитара
- Mickey Curry — ударные, перкуссия
- «Little Italy Mandolinos» — Daryl Hall, John Oates и Tom «T-Bone» Wolk
- Larry Fast — программирование синтезаторов

## Позиции в чарте

### Альбом
| Чарт (1982—1983)                       | Высшая позиция |
| -------------------------------------- | -------------- |
| Австралия (Kent Music Report)          | 3              |
| Канада (RPM Top Albums/CDs)            | 7              |
| Германия (Offizielle Top 100)          | 32             |
| Нидерланды (Album Top 100)             | 30             |
| Норвегия (VG-lista)                    | 19             |
| Новая Зеландия (RMNZ)                  | 3              |
| Швеция (Sverigetopplistan)             | 8              |
| Великобритания (UK Albums Chart)       | 24             |
| США (Billboard 200)                    | 3              |
| США (Billboard Top R&B/Hip-Hop Albums) | 8              |

| Чарт (1982-83)              | Высшая позиция |
| --------------------------- | -------------- |
| Canada Top Albums/CDs (RPM) | 70             |
| US Billboard 200            | 4              |

### Синглы
| #  | Название     | Hot 100 | UK Singles |
| -- | ------------ | ------- | ---------- |
| 1. | «Maneater»   | 1       | 6          |
| 2. | «One on One» | 7       | 63         |
| 3. | «Family Man» | 6       | 15         |

## Сертификации
| Регион | Сертификация  | Продажи    |
| --- | ------------- | ---------- |
| Канада (Music Canada) | 3× Платиновый | 300 000^   |
| Великобритания (BPI) | Золотой       | 100 000^   |
| США (RIAA) | 2× Платиновый | 2 000 000^ |
| * Данные о продажах приведены только на основе сертификации. ^ Данные о тиражах приведены только на основе сертификации. |               |            |